# Péninsule de Cooley
La péninsule de Cooley (en anglais : Cooley Peninsula, de l'irlandais Cuaille, issu de Cúalṅge) est une péninsule située dans le comté de Louth, en Irlande, en bordure de l'Irlande du Nord. Son relief est caractérisé par des collines connues sous le nom de Cooley Mountains.
La péninsule est délimitée au sud par la baie de Dundalk, et au nord par le Carlingford Lough, qui marque la frontière entre les deux Irlande.

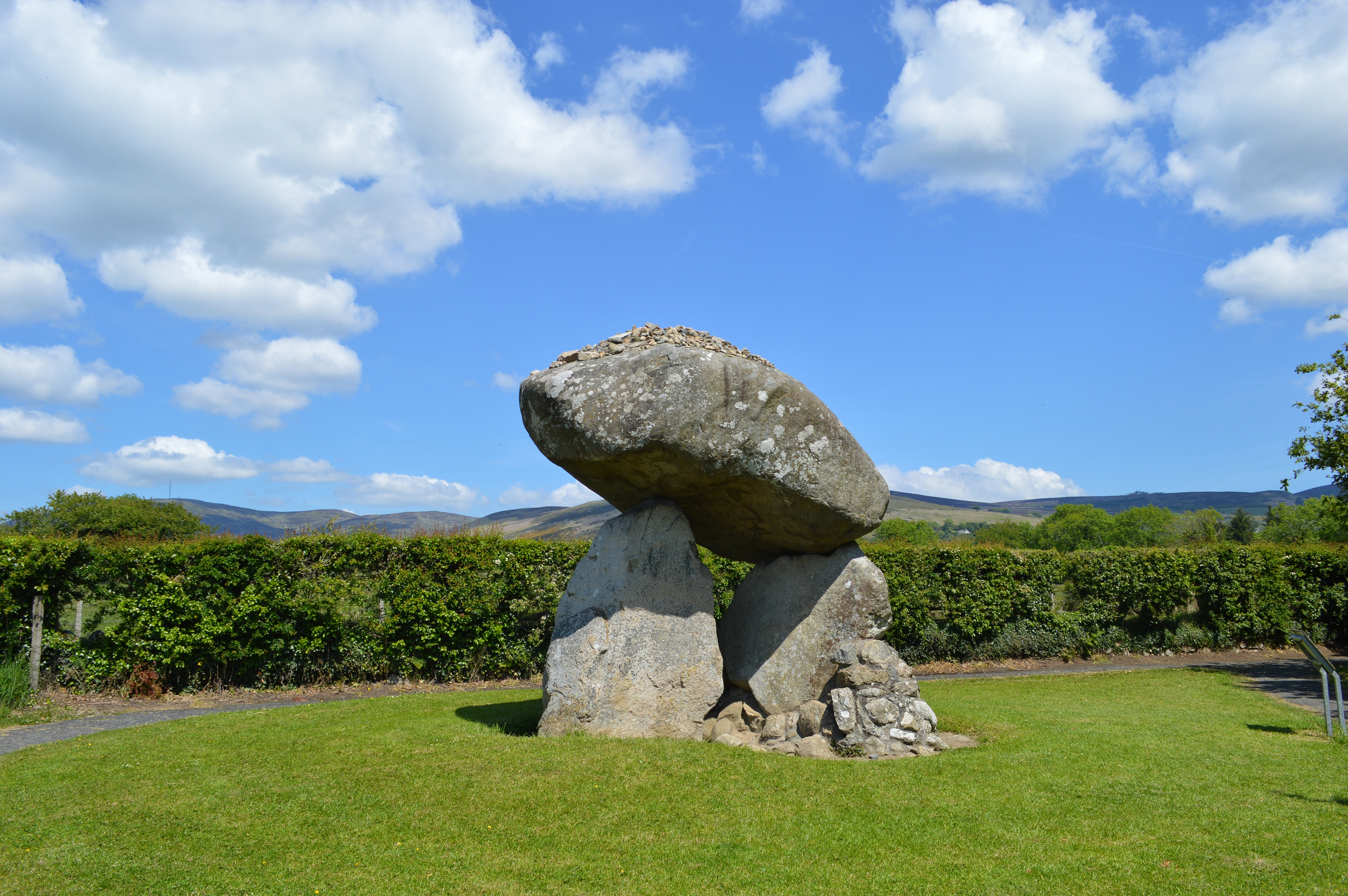
Le dolmen de Proleek.